# ناحیه بنی ورتیلان
ناحیه بنی ورتیلان (به عربی: دائرة بنی ورتیلان) یک منطقهٔ مسکونی در الجزایر است که در استان سطیف واقع شده‌است.

## خصوصیات
ناحیه بنی ورتیلان ۷۳ کیلومترمربع مساحت و ۱۲٬۰۲۲ نفر جمعیت دارد.